# Doon Gibbs
Doon Laurence Gibbs (* 5. Februar 1954 in Urbana (Illinois)) ist ein US-amerikanischer Physiker und zurzeit Direktor des Brookhaven National Laboratory auf Long Island.
Doon Gibbs wuchs in Salt Lake City auf und studierte an der University of Utah Physik und Mathematik. 1977 erhielt er seinen Bachelor-Abschluss und 1979 seinen Master-Abschluss. 1982 wurde er an der University of Illinois at Urbana-Champaign promoviert, bevor er ein Jahr später am Brookhaven National Laboratory eine Stelle als Assistant Physicist antrat. Ab 1984 war er Associate Physicist des Labors. Im Jahr 2000 wurde er Senior Scientist, zwei Jahre später Associate Laboratory Director for Basic Energy Sciences. Im Jahr 2007 wurde er Vizedirektor für Wissenschaft und Technologie. Als Nachfolger von Samuel Aronson wurde er im Dezember 2012 zunächst zum Interimsdirektor, und Anfang 2013 schließlich zum Labordirektor ernannt.
Gibbs ist bekannt für seine Beiträge zur experimentellen Festkörperphysik mit Synchrotron-basierter Röntgenstreuung. Er gehört zu den Entdeckern der resonanten magnetischen Röntgenstreuung, die er für Experimente an den Magnetstrukturen von Seltenen Erden und Seltenerd-Verbindungen nutzte. Überdies leistete er wesentliche Beiträge zur theoretischen Beschreibung dieses Phänomens. Er untersuchte außerdem Orbital- und Ladungsordnung in Manganiten durch nicht-magnetische resonante Röntgenstreuung sowie die Oberflächen von Edelmetallen mittels Röntgenstreuung unter streifendem Einfall.
Gibbs ist Fellow der American Physical Society und der American Association for the Advancement of Science. Darüber hinaus erhielt er im Jahr 2003 den Arthur H. Compton Award der Advanced Photon Source für „wegweisende theoretische und experimentelle Arbeiten im Bereich der resonanten magnetischen Röntgenstreuung, die zu vielen wichtigen Anwendungen in der Festkörperphysik geführt haben.“